# Coelichneumon biguttulatus
Coelichneumon biguttulatus är en stekelart som först beskrevs av Joseph Kriechbaumer 1875.  Coelichneumon biguttulatus ingår i släktet Coelichneumon och familjen brokparasitsteklar. Arten är reproducerande i Sverige. Inga underarter finns listade i Catalogue of Life.